# Jidoștița
Jidoștița – wieś w Rumunii, w okręgu Mehedinți, w gminie Breznița-Ocol. W 2011 roku liczyła 880 mieszkańców.